# Żylino (rejon bieżanicki)
Żylino (ros. Жилино) – wieś (ros. деревня, trb. dieriewnia) w zachodniej Rosji, w osiedlu wiejskim Czichaczowskoje rejonu bieżanickiego w obwodzie pskowskim.

## Geografia
Miejscowość położona jest nad rzeką Riewka, 11 km od drogi regionalnej 58K-018 (Porchow – Chriapjewo), 12,5 km od centrum administracyjnego osiedla wiejskiego (Aszewo), 39 km od centrum administracyjnego rejonu (Bieżanice), 121 km od stolicy obwodu (Psków).

## Demografia
W 2010 r. miejscowość zamieszkiwały 2 osoby.